# النصر المجنح
النصر المجنح ساموثريس تحفة فنية تجسد آلهة النصر لدى اليونان٬ والتحفة معروضة للعامة في متحف اللوفر.

## معرض صور

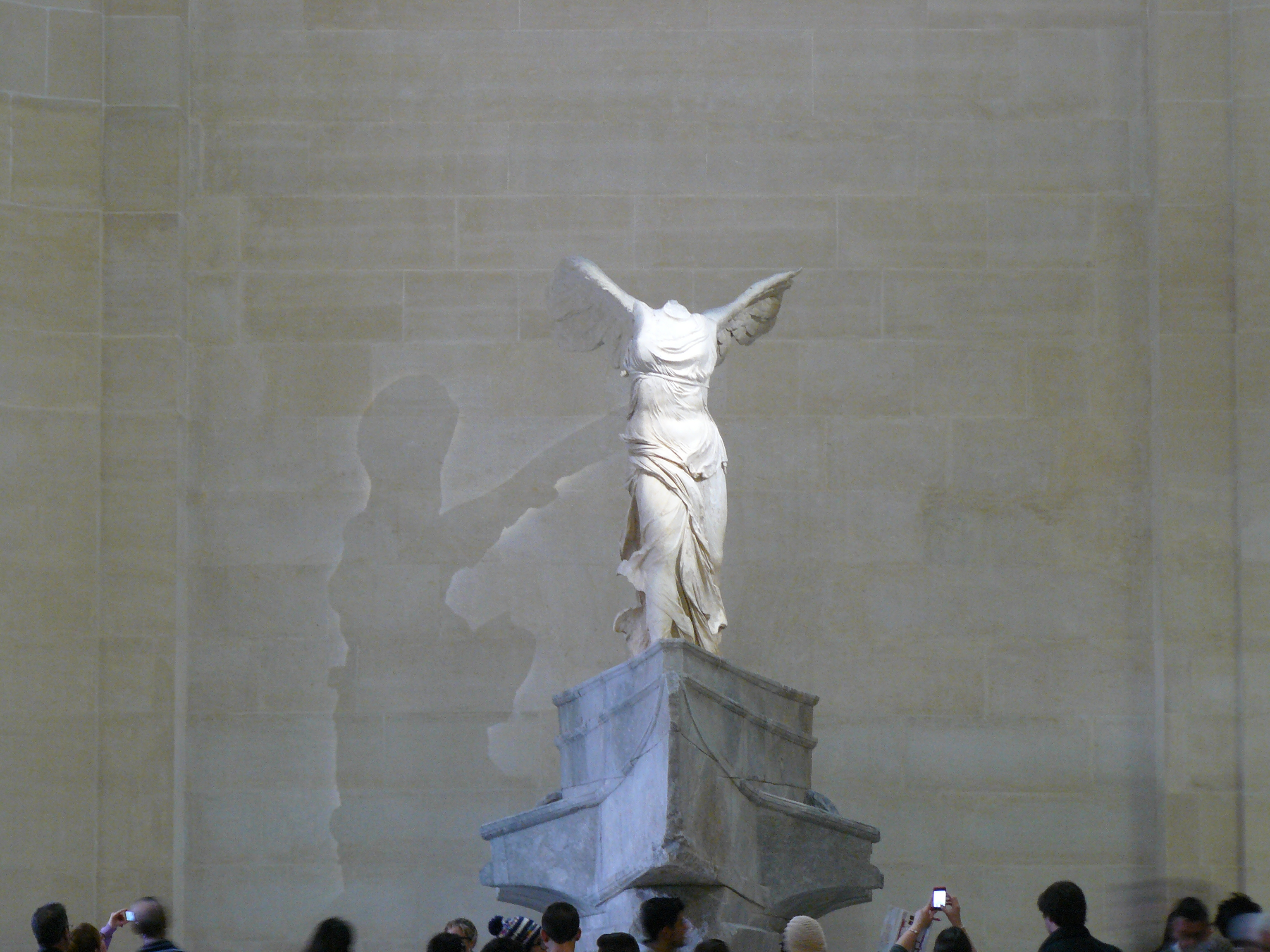
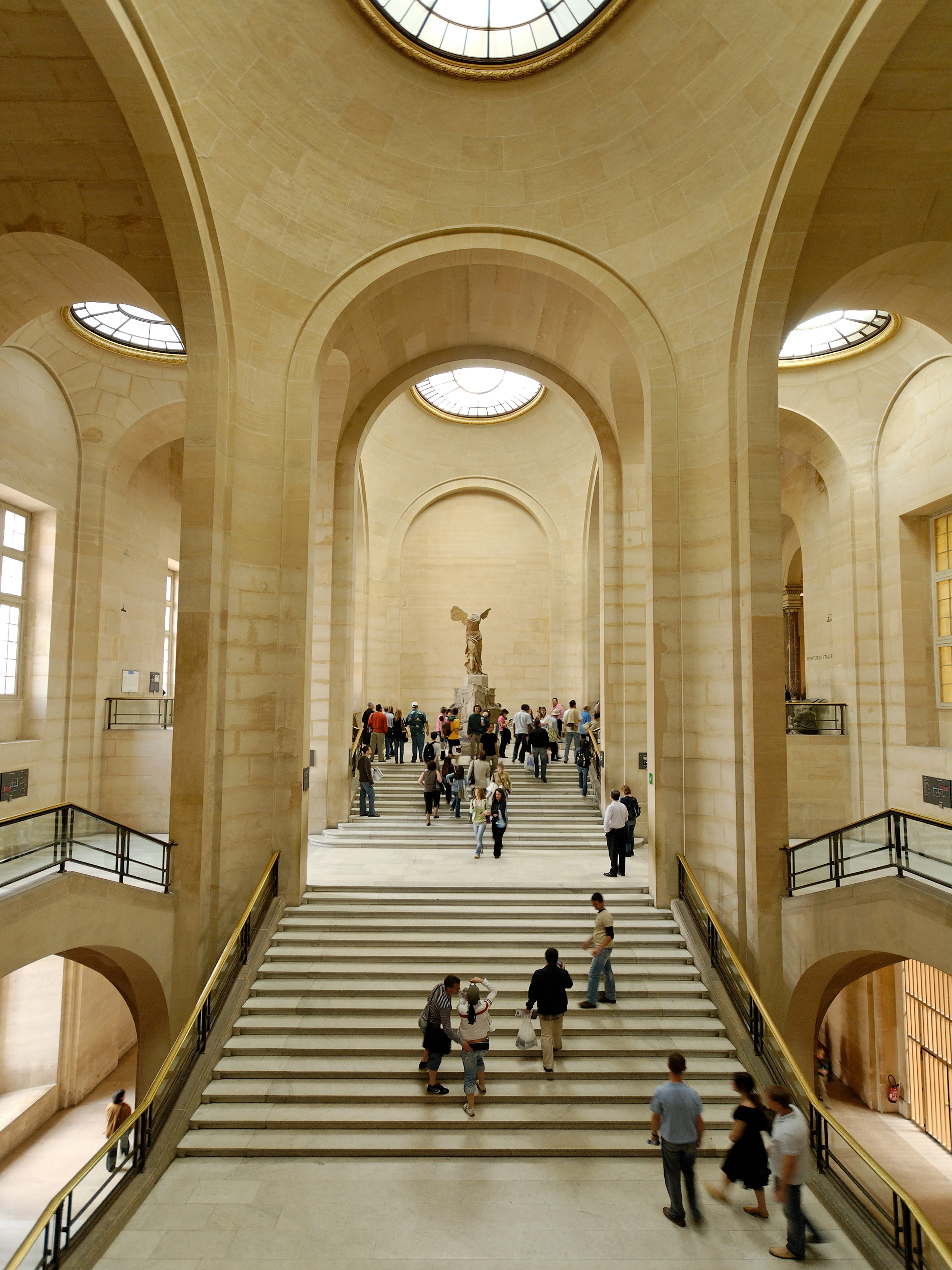
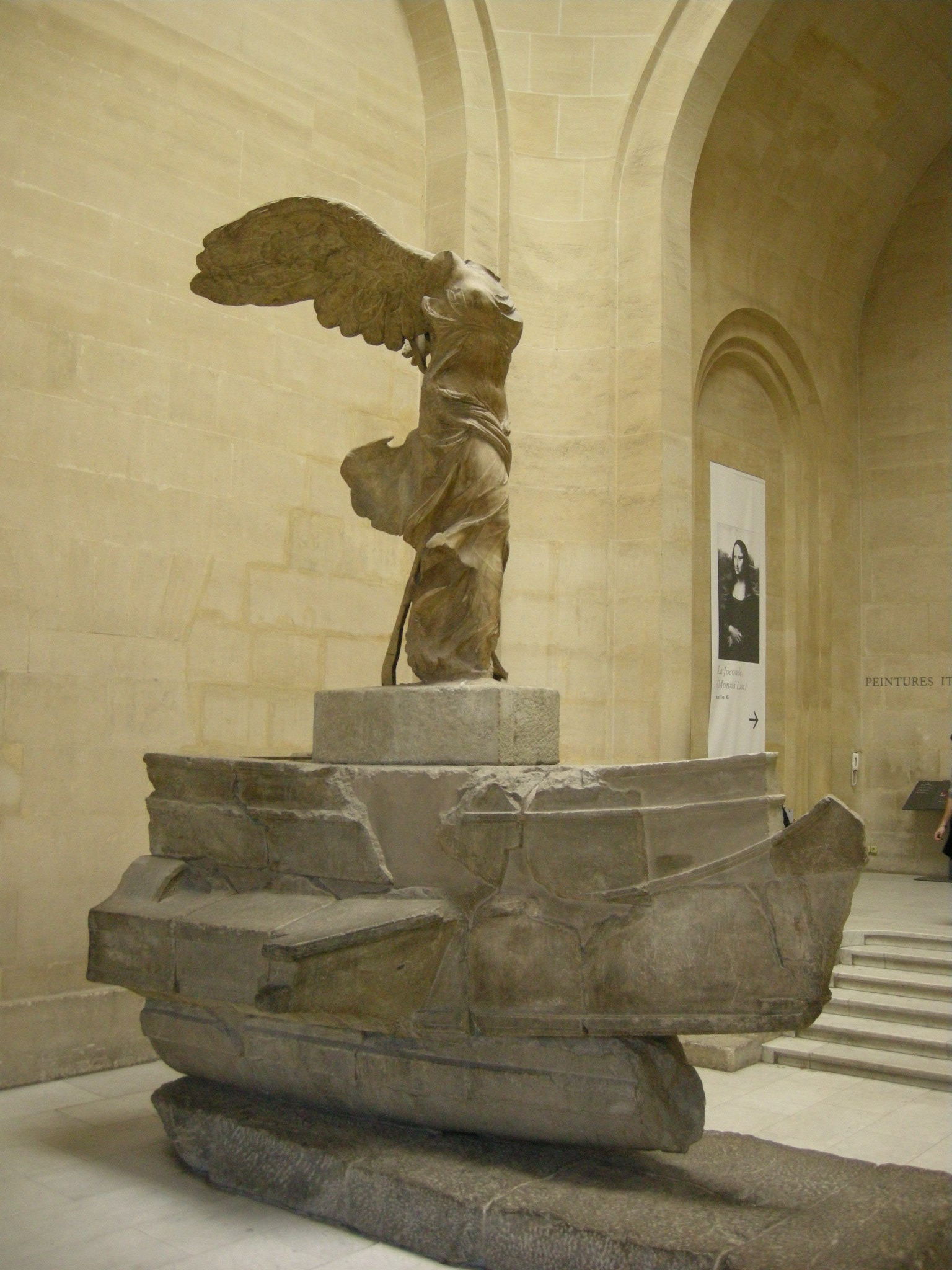
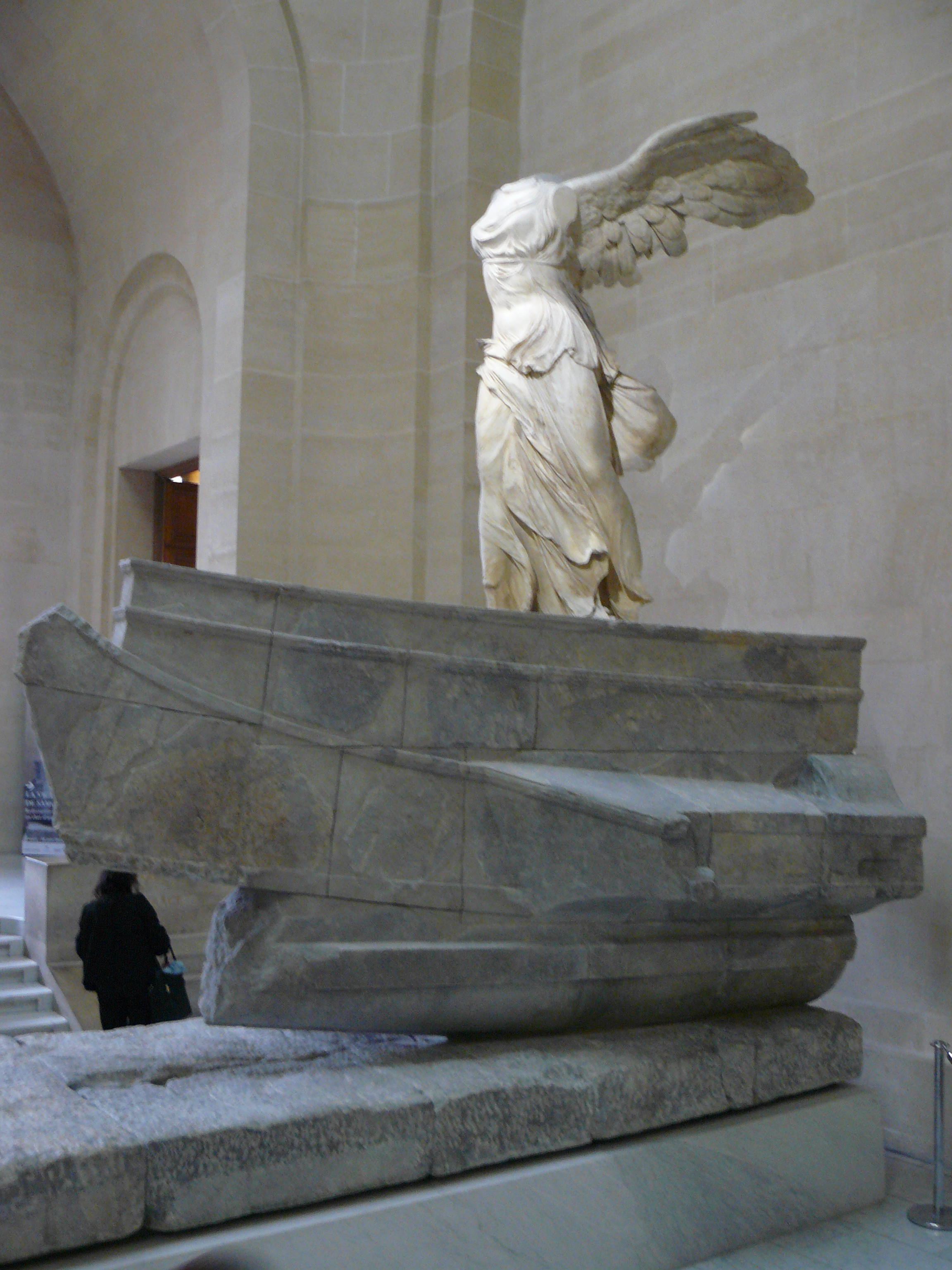
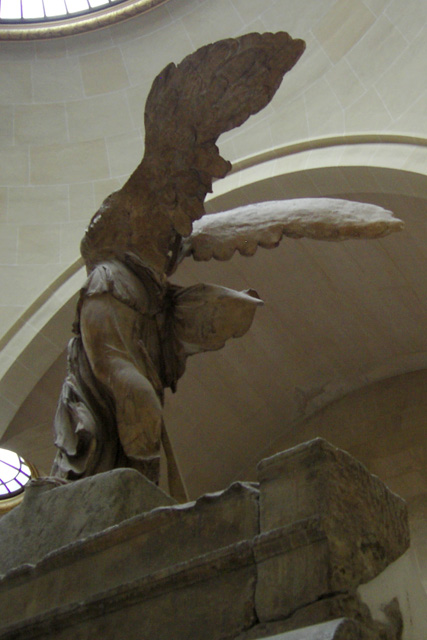